# Rotfäule

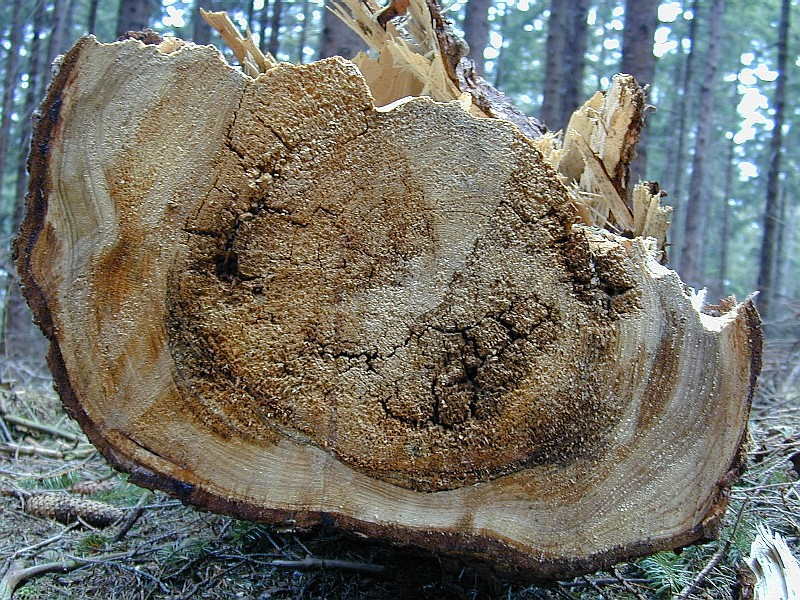
Rotfäule an Fichte

Die Rotfäule ist eine Form der Holzfäule, die im engeren Sinne den Weißfäulen zuzurechnen ist, da in erster Linie der Ligninanteil des Holzes zerstört wird. Ihren irreführenden Namen hat sie auf Grund einer anfänglich rötlichen Verfärbung, die mit der Schädigung des Holzes einhergeht.
Neben Wundfäule und Hallimasch gilt der Wurzelschwamm (Heterobasidion annosum) insbesondere an Fichten als der bedeutendste Erreger dieser Baumkrankheit für Nadelhölzer in Europa. 